# Eenakter
Een eenakter is een toneelstuk, of een opera, dat maar uit één enkele akte (of bedrijf) bestaat. De meeste opera's bestaan uit twee, drie of vier akten, met tussen elke akte een pauze. Een eenakter wordt ten gevolge gespeeld zonder ingelaste pauze maar heeft dan ook maar een tijdsduur van ongeveer een uur. Om die reden worden op één voorstellingsavond vaak twee eenakters na elkaar opgevoerd.

## Bekende eenakters

### Opera
- Cavalleria rusticana (première 1890) van Pietro Mascagni
- Elektra (première 1909) en Salomé (première 1918) van Richard Strauss
- Eine florentinische Tragödie (première 1917) van Alexander Zemlinsky
- Il trittico (première 1918) van Giacomo Puccini (bestaat uit drie eenakters om samen op te voeren, maar in de praktijk is dit niet altijd het geval)
- Hertog Blauwbaards burcht (A Kékszakállú herceg vára, geschreven 1911, première 1918) van Béla Bartók
- De Protagonist (première 1926) van Kurt Weill
- Der Kaiser von Atlantis (geschreven 1943, première 1975) van Viktor Ullmann

### Toneelstuk
- De beer (première 1888) en Over de schadelijkheid van tabak (gepubliceerd onder meer 1886 en 1902, première 1901) van Anton Tsjechov
- Huis clos (première 1944) van Jean-Paul Sartre
- Hoe de schout zichzelf aan de schandpaal bracht, een eenakter voor kinderen van Hella Haasse
- The Dumb Waiter (première 1960) van Harold Pinter